# تپه اتابکی
تپه اتابکی مربوط به سده‌های میانه دوران‌های تاریخی پس از اسلام است و در شهرستان ساوه، بخش مرکزی، دهستان قره چای، روستای آسیابک بند واقع شده و این اثر در تاریخ ۲۶ اسفند ۱۳۸۶ با شمارهٔ ثبت ۲۲۰۶۲ به‌عنوان یکی از آثار ملی ایران به ثبت رسیده است.